# Willebrord Snell
Willebrord Snellius (født 13. juni 1580, død 30. oktober 1626) var en hollandsk astronom og matematiker, kendt i den engelsktalende verden som Snell. I Vesten, især de engelsktalende lande, er hans navn knyttet til loven om lysbrydning. Månekrateret Snellius er opkaldt efter ham.
- Cyclometricus, 1621